# フィアット・セディチ
セディチ（SEDICI)は、スズキが製造、フィアットブランドで販売していた自動車である。

## 概要
2005年12月にコンセプトモデルが発表され、2006年のジュネーブモーターショーで公開されたのち、同年3月に発売を開始。姉妹車種であるスズキ・SX4とともにハンガリーのマジャールスズキで製造される。スタイリングはSX4と同様イタルデザインによるものであり、両車の外観上の違いは前後バンパーとエンブレム類にとどまる。
2006年のトリノオリンピックでは公式車両として使われ、2007年6月にはイタリアでのベストセラーSUVとなっている。
当初は4WDのみだったが、2008年にはFF仕様の「セディチ4ｘ2」が公開・発売された。4ｘ4とエンジン設定は同じだが、イタリアにおいては4x4版より約2000ユーロ安い価格設定となっている。
2009年4月にマイナーチェンジ。グリルをメッキタイプに変更すると同時に、バンパーガードを新デザインとし、アンダーガードをフロントにも追加。アルミホイールのデザインも一新した。1.6Lガソリンの最大出力を109psから120psへ向上させ、ディーゼルを1.9Lから2.0Lの「マルチジェット」に変更し、最大出力は120psから135psに向上させた。
その後、生産台数は徐々に落ち、2008年に年間約32,000台だったものが2013年には年間6,000台程度まで落ち込んだ。
2014年、後継車種「500X」(ジープ・レネゲードの兄弟車種)の登場に伴って廃止された。

### メカニズム
スズキが開発したシャシを採用した上で、スズキ製1.6 L ガソリン（M16A）もしくはフィアット製1.9 L ターボディーゼル（JTD）を搭載（後述のマイナーチェンジで2.0 L に変更）。後者にはディーゼルパティキュレートフィルター（DPF）が備わる。トランスミッションは、MTでガソリンが5速、ディーゼルが6速という違いがあるが、ATはどちらも4速用となる。横置きFFをベースとしたスタンバイ4x4であるが、スタックからの脱出に不可欠の直結（ロック）モードも備わっており、本格的なクロスカントリー車ほどではないが、雪道や悪路での一定の走破性は確保している。また、オプションで横滑り防止装置（ESC）も選択することができる。

## 車名
「SEDICI」とはイタリア語で「16」を意味するが、これは4WDやクロスカントリー車を指す「4ｘ4」(=16)とかけている。